# Grote Turkse Oorlog
De Grote Turkse Oorlog (Duits: Großer Türkenkrieg, Turks: Kutsal İttifak Savaşları) was een van de Turkenoorlogen die de landen van Zuid- en Oost-Europa tegen de Osmaanse Turken hebben gevoerd. De strijd werd geleverd tussen het Ottomaanse Rijk en de Derde Heilige Liga, een christelijke alliantie van onder andere Oostenrijk, Polen-Litouwen en Venetië. De oorlog duurde van 1683 tot 1699. De oorlog was een gevolg van de energieke en agressieve politiek van de nieuwe Ottomaanse grootvizier Kara Mustafa. Aan het begin van de oorlog sloegen de Turken voor de tweede keer het Beleg voor Wenen. Wenen werd succesvol ontzet door de keizerlijke en Poolse troepen onder leiding van koning Jan Sobieski van Polen. De keizerlijke troepen begonnen een tegenoffensief in Hongarije en wisten het grootste gedeelte van dat land te veroveren. In 1686 sloot ook Rusland zich bij de alliantie aan en opende een tweede front langs de Zwarte Zee. De oorlog leidde tot een overwinning voor de Heilige Liga onder leiding van Karel V van Lotharingen en in 1699 werd de Vrede van Karlowitz getekend. Het Ottomaanse Rijk stond Hongarije af aan de keizer en de Peloponnesos aan Venetië. In 1700 sloot Rusland de Vrede van Constantinopel met de sultan, waarmee de oorlog tot een einde kwam.

## Veldslagen
- Beleg van Wenen (1683): overwinning van het Rooms-Duitse Rijk en zijn geallieerden.
- Slag bij Parkany in Hongarije, vandaag Štúrovo in Slovakije (1683). Overwinning van het Rooms-Duitse Rijk op Ottomaanse soldaten die terug keerden van Wenen.
- Beleg van Buda (1684): overwinning van het Rooms-Duitse Rijk
- Beleg van Belgrado (1688): overwinning van het Rooms-Duitse Rijk. De Habsburgse keizers in Wenen verkregen definitief de koningskroon van Hongarije.[1] De Hongaarse hoofdstad verhuisde van Pressburg, vandaag Bratislava, naar Boedapest (1687), de historische hoofdstad van Hongarije.
- Slag bij de berg Harsany, beter bekend als de Slag bij Mohács (1687). Overwinning van het Rooms-Duitse Rijk, waarna het Ottomaanse Rijk tijdelijk destabiliseerde.
- Beleg van Belgrado (1690): de Ottomanen heroverden Belgrado[2] op een moment dat het Rooms-Duitse Rijk afgeleid was door de Negenjarige oorlog, georganiseerd door de Liga van Augsburg. De inval van de Fransen in de Palts had immers de aandacht getrokken naar de westelijke grens van het Rijk, in plaats van de bedreigde oostelijke grens.
- Slag bij Slankamen, in het Hongaars Szalánkemén (1691). Met deze overwinning van het Rooms-Duitse Rijk kwam het hele Hongaars grondgebied onder Oostenrijks bestuur. Slankamen ligt vandaag in Servisch Syrmië, een Hongaars-Servisch overgangsgebied in Vojvodina.
- Beleg van Belgrado (1694). Het keizerlijk leger, onder leiding van de Henegouwse maarschalk Charles Eugène de Croÿ, probeerde Belgrado te heroveren, maar tevergeefs.
- Slag bij Zenta met eindoverwinning van het Rooms-Duitse Rijk (1697) en verovering van Sarajevo (1697). De naam van de Oostenrijkse veldheer, Eugenius van Savoye, werd bekend in heel Europa.

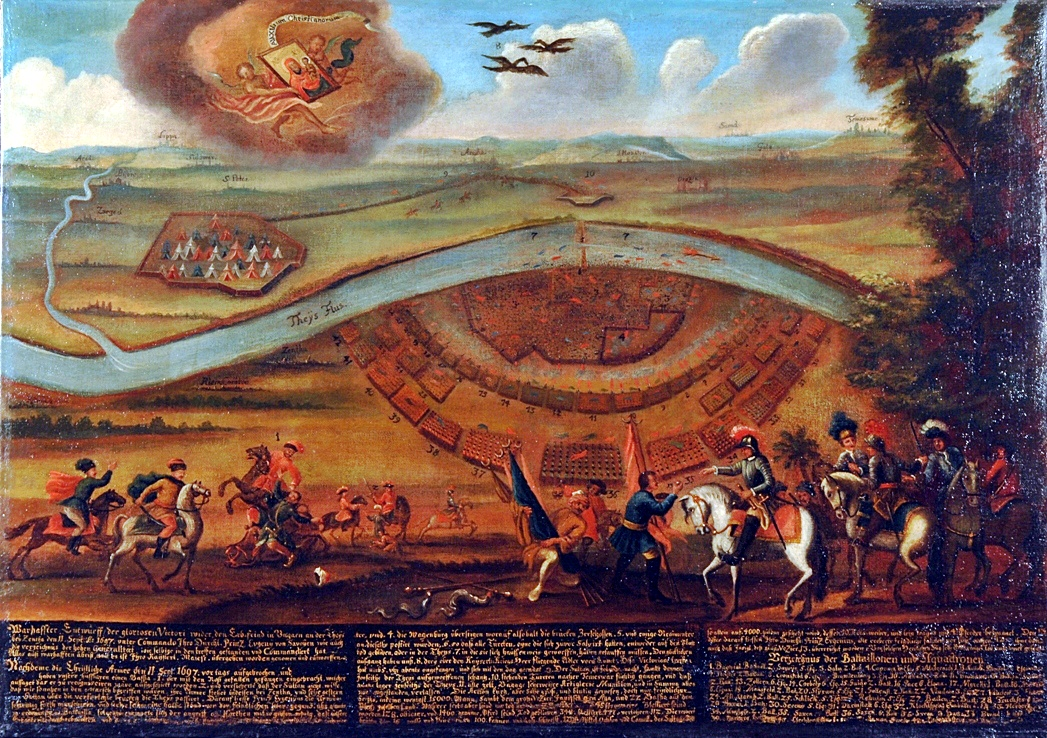
Slag bij Senta (1697), aan de rivier Tisza. Bovenaan prijkt de madonna van Pötsch, een beeltenis in de Stephansdom in Wenen.